# اسماعیل سلمان
اسماعیل سلمان (عربی: إسماعيل سلمان؛ زادهٔ ۱۳ ژوئن ۱۹۵۷) ورزشکار بوکس اهل عراق است.
وی در مسابقات جام جهانی ۱۹۸۳ ایتالیا در مجموع برندهٔ ۱ مدال برنز شده‌است. سلمان در بازی‌های المپیک تابستانی ۱۹۸۰ و بازی‌های المپیک تابستانی ۱۹۸۴ حضور داشته‌است.